# Руса I

Урарту в перші роки правління Руси I

Руса I (Руса, син Сардурі) — цар Урарту, час правління 735—714 до н. е. Руса I намагався повернути Урарту велич, що втратив його батько, Сардурі II, але, зрештою, зазнав серйозної поразки від ассирійського царя Саргона II і покінчив життя самогубством.

## Політична обстановка в Урарту до 735 році до н.е
Руса I став царем Урарту у важкий для країни час. Його батько, Сардурі II, очевидно, загинув в результаті бою з ассирійським царем Тіглатпаласаром III в 735 році до н. е.. Поразка Сардурі II була першою великою військовою поразкою Урарту більш ніж за століття, і, більше того, це була перша велика поразка Урарту відтоді, як бог Халді став офіційним головним богом країни. З ім'ям бога Халді урартські царі перемагали відтоді, як прадідусь Руси I Ішпуіні, приєднав до Урарту місто Мусасір — центр поклоніння цьому богу. Таким чином, в очах урартів «зброя бога Халді» поступилася «зброї бога Ашура», бога Ассирії.
Безпосереднім результатом поразки Сардурі II стала втрата територій за рікою Євфрат, а крім того, сам факт великої поразки центральної влади негайно поставив державу на межу розколу: відразу кілька областей Урарту, скориставшись слабкістю Тушпи, спробували завоювати незалежність або приєднатися до Ассирії.

## Правління Руси I з 735 року по 722 рік до н.е
Руса I зумів, однак, рішучими діями зберегти державність Урарту і на довгий час не допустити подальших втрат урартських земель. «З моїми двома кіньми та моїм візничим, моїми руками завоював я царство Урарту» — вигравіював на стелі Руса I, маючи на увазі, що лише своєю волею та авторитетом минулих правителів, не маючи в 735 році до н. е. реальної військової сили, Русі I вдалося, об'їхавши кілька найважливіших областей Урарту, зберегти цілісність держави.
Русі I також заново довелося вибудовувати взаємовідносини з Мусасіром, релігійним центром Урарту.

Руса, син Сардурі, говорить так: Урзана, цар міста Ардіні, з'явився переді мною. Взяв я на себе турботу про їжу всього його війська. З причини цієї милості, богам за велінням бога Халді я поставив каплиці на високій дорозі, для благодаті царя Руса. Урзана я поставив правителем області, я посадив його в місті Ардіні.
У тому ж році я, Руса, син Сардурі, прийшов в місто Ардіні. Урзана на високий трон своїх предків — царів посадив мене … Урзана перед богами в храмі богів переді мною здійснював жертвоприношення. У той час богу Халді, володарю, храм, оселю його божества, у воротах я збудував.
Урзана надав мені допоміжні війська …, бойові колісниці, які тільки були у нього, і я повів допоміжні війська і за велінням бога Халді я, Руса, пішов до горах Ассирії. Влаштував я там різанину. Слідом за цим Урзана схопив мою руку, я подбав про нього, я посадив його на його місце владики для царювання. Народ в місті Ардіні був присутній при цьому, зроблені мною пожертвування цілком я віддав місту Ардіні; свято для жителів міста Ардіні я влаштував. Тоді в мою країну я вернувся.
Я, Руса, слуга бога Халді, вірний пастир народу, який міццю бога Халді і силою свого війська, не боявся бою. Халді бог дав мені силу, владу, радість протягом всього мого життя. Країною Біаінілі я керував, ворожу країну ж пригнобив. Дали мені боги довгі дні радості і, крім радісних днів … … Слідом за цим мир був повернутий.

Хто цей напис знищить, хто його розіб'є, хто зробить такі справи, нехай знищать боги Халді, Тейшеба, Шівіні, всі боги його насіння його ім'я
Тим часом обстановка в сусідній Ассирії дозволяла Урарту відновитися від поразки Сардурі II. Тіглатпаласар III в останні роки свого царювання був заклопотаний внутрішніми проблемами. В 727 році до н. е. Тіглатпаласара III змінив його син Салманасар V, який за п'ять років свого правління вів військові дії на заході Ассирії виключно проти Фінікії і Юдеї. Ймовірно, що в цей період між Урарту й Асирією встановилося перемир'я.
Зовнішньополітичний спокій дозволив Русі I вести господарську діяльність, зміцнювати військову та економічну міць Урарту. Урартський цар здійснив серію вдалих військових походів в Закавказзі, а також, скориставшись обставинами, в країну Мана, прикордонну з Асирією область. Руса I побудував щонайменше 2 фортеці в районі озера Севан.

## Правління Руси I з 722 року по 714 рік до н.е
У 722 році до н. е. до влади в Ассирії прийшов рішучіший і войовниче налаштований Саргон II, молодший син Тіглатпаласара III. Саргон II вступив на престол після смерті свого старшого брата Салманасара V і був налаштований повернути Ассирії колишню могутність. Про період правління Саргон II збереглося багато глиняних документів, тому і останній період правління Руси I виявився добре висвітлений істориками.
|  |  |  | Табличка була написана клинописом на сирій глині, яка потім пройшла процедуру випалювання. Текст написаний на вавилонському діалекті аккадської мови і являє собою лист («реляцію») Саргона II богу Ашуру, де ассирійський цар звітує перед своїм богом про свої дії в 714 році до н. е.. Текст, що містить докладний опис походу Саргона II проти Урарту 714 року до н. е.., був вперше виданий Тюро-Данженом у 1912 році. Завдяки ємності клинописного письма, табличка містить багато інформації, так, наприклад, її російський переклад займає 16 сторінок. |

У 722 — 719 роках Саргон II був зайнятий військовими діями на заході — в Сирії, і Палестині, розчищаючи стратегічно важливі для Ассирії торговельні шляхи в Малу Азію, а з 718 року до н. е.. переніс військові дії на північ. Дії Саргона II завжди були ретельно підготовані, в його резиденції, дур-Шаррукіні, збереглися клинописні таблички із розвідувальними донесеннями із Урарту. Розвідувальним даними приділялося таке значення, що відповідальним за донесення з Урарту був призначений син Саргона II Сінахеріб, що сам згодом став царем Ассирії. З 718 по 715 роки до н. е.. Саргон II і Руса I не наважувалися вступити в прямі бої. Їхня боротьба розгорнулася на території країни Мана, що лежала на схід від озера Урмія. Кілька разів за цей період Саргон II захоплював країну маннійців і садив на престол вірного йому царя, а Руса I у відповідь організовував повстання маннійців на користь царя лояльного Урарту. У 714 році до н. е. обставини у відносинах між Урарту й Ассирією остаточно загострились.

## ПохідСаргона IIпроти Урарту 714 року до н.е

Урарту в останні 2 роки правління Руси I

У 714 році до н. е. Саргон II виступив із ретельно підготовленим походом проти Урарту, відразу після отримання повідомлення про невдалі виступи Руси I в Закавказзі проти кімерійців. Похід розпочався з Мани, яку легко завоювали ассирійські війська. Саргон II рушив далі на схід, переслідуючи війська лояльні Урарту, але отримав повідомлення про те, що Руса I накопичив великі сили в гірській ущелині на схід від озера Урмія, звідки готується напасти на ассирійську армію з тилу. Саргон II різко змінив свої плани і рушив назустріч військам Руси I. Йому вдалося раптово напасти на урартський табір вночі, і війська Урарту зазнали жорстокої поразки. Сам Руса I змушений був рятуватися втечею. Саргон II отримав можливість продовжити просування на північ, розгромив місто Улху, підійшов до північно-східного берега озера Ван. Спираючись на дані розвідки, Саргон II не наважився рушити на Тушпу, а повернув назад. Прямуючи назад у дур-Шаррукін, Саргон II розпочавши дуже важку подорож через Лісисті гори, несподівано для урартських сил з'явився в Мусасірі — зруйнував і розграбував місто. Руса I, дізнавшись про ці події, покінчив життя самогубством. Цінності, захоплені Саргон II в Мусасірі прикрасили його палац у дур-Шаррукіне. З літопису Саргона II:

… Почувши, Руса впав на землю, роздер свої шати, опустив свої руки, зірвав свою головну пов'язку, розпустив своє волосся, притиснув обидві руки до серця, повалився на черево, його серце зупинилося, його печінка горіла, в устах його були гіркі зойки. У всьому Урарту, аж до кінців його я поширив ридання, плач на вічні часи я влаштував у Наірі.
…
… Руса, правитель Уруатрі, почувши, що Мусасір зруйнований, його бог Халді забраний, то власною рукою, залізним кинджалом свого пояса позбавив себе життя.

Втрата контролю над головним релігійним центром країни мала важкі наслідки для Урарту: серйозно постраждав культ бога Халді, головного бога країни.